# Cna (fiume)
La Cna (in russo Цна?) è un fiume della Russia europea centrale, affluente di sinistra della Mokša (bacino idrografico della Oka).
Nasce dalla confluenza dei fiumi Belyj Plës e Mokraja Veršina nella sezione settentrionale del bassopiano della Oka e del Don, nel territorio dell'oblast' di Tambov; scorre per circa 450 km mantenendo direzione mediamente settentrionale, sfociando nella Mokša pochi chilometri a valle della cittadina di Sasovo. Altre città toccate nel corso sono Kotovsk, Tambov e Moršansk.
La Cna è gelata, mediamente, da dicembre a fine marzo - primi di aprile. I maggiori affluenti sono: Vyša (lungo 179 km) e Kašma (111 km) provenienti dalla destra idrografica; Čelnovaja (121 km) dalla sinistra.